# Шнурки (село)
Шнурки — село в Україні (до 2011 року — селище) Черкаської селищної громади Краматорського району Донецької області. Населення становить 94 осіб.

## Населення

### Мова
Розподіл населення за рідною мовою за даними перепису 2001 року:
| Мова       | Кількість | Відсоток |
| ---------- | --------- | -------- |
| українська | 88        | 93.62%   |
| російська  | 6         | 6.38%    |
| Усього     | 94        | 100%     |

## Транспорт
Селом проходять автошляхи місцевого значення:
- С051403 Шнурки — Іванівка (9,7 км)
- С051406 Шнурки — Долина (3,9 км)